# Thin film

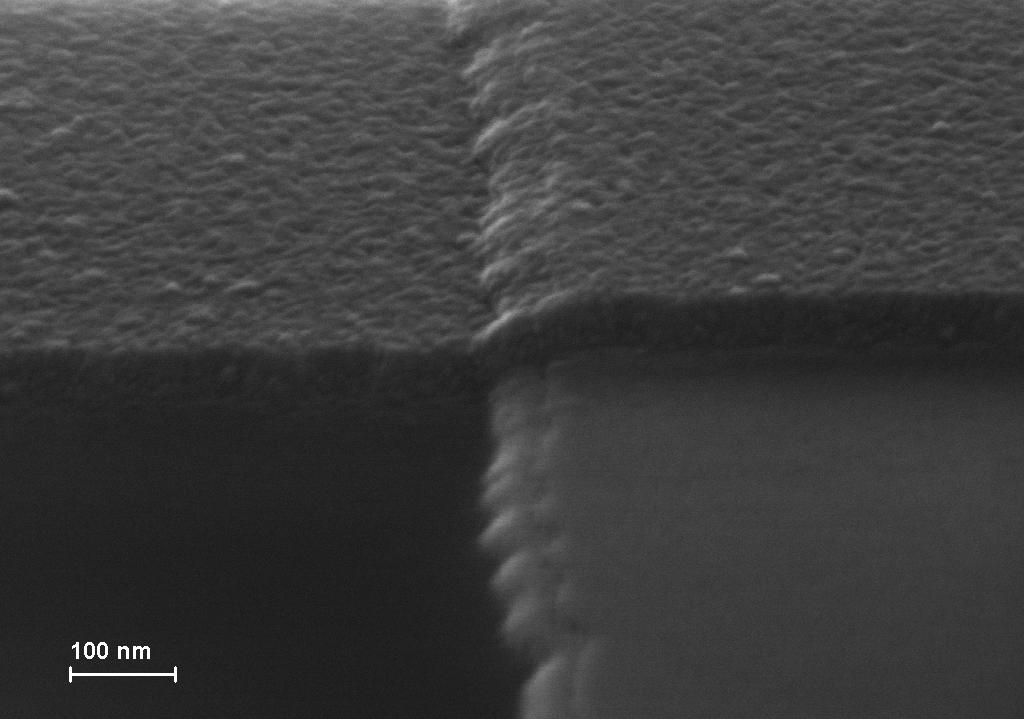
Afbeelding vanuit de rasterelektronenmicroscoop (SEM), van twee dunne metaallagen over elkaar, van elk tientallen nanometers dik.

Een thin film, dunne laag of dunne film is een extreem dunne laag materiaal; variërend van fracties van een nanometer tot enkele micrometers dik. De gecontroleerde productie van thin films, een procedé dat thinfilmdepositie wordt genoemd, is een fundamentele stap in veel toepassingen binnen de materiaalkunde, natuurkunde en scheikunde.
Een dergelijke dunne laag, in dikte niet waarneembaar met het menselijk oog, wordt met een oppervlaktebehandeling op een substraat (ondergrond) aangebracht met bescherming, decoratie of aanpassen van materiaaleigenschappen als doel. Een dikkere laag materiaal, in een grotere orde dan enkele micrometers, over een substraat noemt men een folie.

## Toepassingen
Een bekende toepassing van een thin film is in een spiegel, die bestaat uit een dunne metalen deklaag op de achterkant van een glasplaat om zo een reflecterend vlak te vormen. Van oudsher werd een spiegel geproduceerd door middel van verzilveren, terwijl sinds de late 20e eeuw de metaallaag wordt afgezet met behulp van depositietechnieken zoals sputteren.
In de 20e eeuw is door de groeiende belangstelling voor de toepassingsmogelijkheden van thin films veel vooruitgang geboekt in de thinfilmdepositietechnieken met een scala aan technologische doorbraken als gevolg. Voorbeelden van toepassingen van thin films zijn:
- Optische coatings

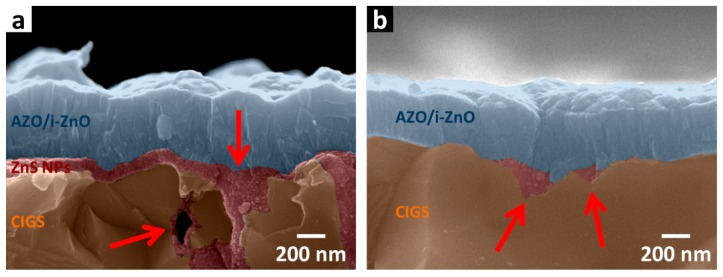
Een dwarsdoorsnede van een CIGS-zonnecel. Tussen de bruine substraatlaag en blauwe bedekkingslaag is een rode laag ZnS aangebracht. Links in het rood een dikkere thinfilmlaag en rechts in het rood een thin film in de orde van enkele nanometers dik. Afbeelding gemaakt in een SEM.

Reflectie interferentie ontstaan door de brekingsindex van de paarse thin film. Golf A weerkaatst op het substraatoppervlak en golf B op het thinfilmoppervlak.

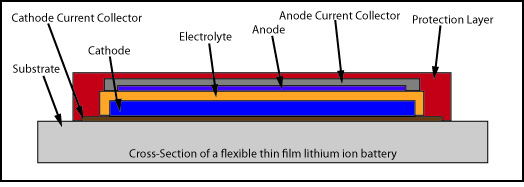
Thinfilmlithiumionbatterij.

  - reflecterende en antireflecterende coatings
  - zelfreinigend glas
  - reflectorlaag van optische schijven (cd, dvd, blu-ray)
- Decoratieve coatings
  - bladgoud, vergulden, verzilveren, verkoperen
  - titaniumdioxide-laag voor het creëren van een regenboogeffect d.m.v. thinfilm-interferentie
  - hedendaagse kunst (bijvoorbeeld het werk van Larry Bell)
- Elektronica en elektrische coatings
  - leds
  - lagen van isolatoren, halfgeleiders en geleiders voor het vormen van geïntegreerde schakelingen
  - thin-film transistor, thin-film-transistor liquid-crystal display
  - magnetische opslagmedia
- Beschermlagen
  - metaallagen op polymeren
    - metaallaag binnenin een chipszak
    - heliumballonnen

  - diamond-like carbon (DLC) lagen in automotoren
  - harde coatings op snijgereedschappen
  - zuivering van koper d.m.v. galvaniseren
- Energieopwekking en opslag
  - thinfilmzonnecellen
  - thinfilmbatterijen
- Geneesmiddelen
  - thinfilmmedicijnafgifte
- Preparaten voor microscopisch onderzoek

Naast de groeiende belangstelling voor de toepassingsmogelijkheden van thin films, spelen ze een belangrijke rol bij de ontwikkeling en bestudering van materialen met nieuwe en unieke eigenschappen. Voorbeelden hiervan zijn multiferroïsche materialen en superroosters, die de studie van kwantumverschijnselen mogelijk maken.

Voorbeelden en toepassingen van een thin film
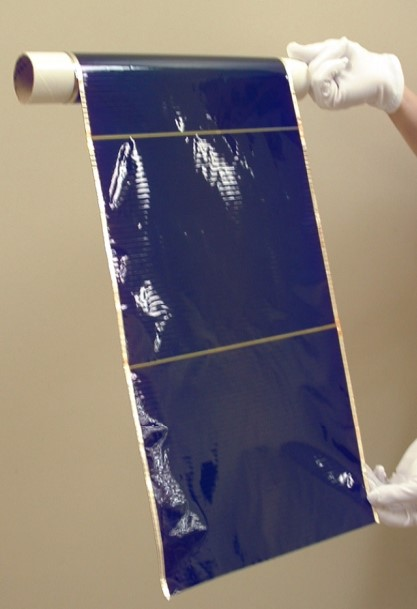
In de ruimtevaart: flexibele thinfilmzonnecellen.
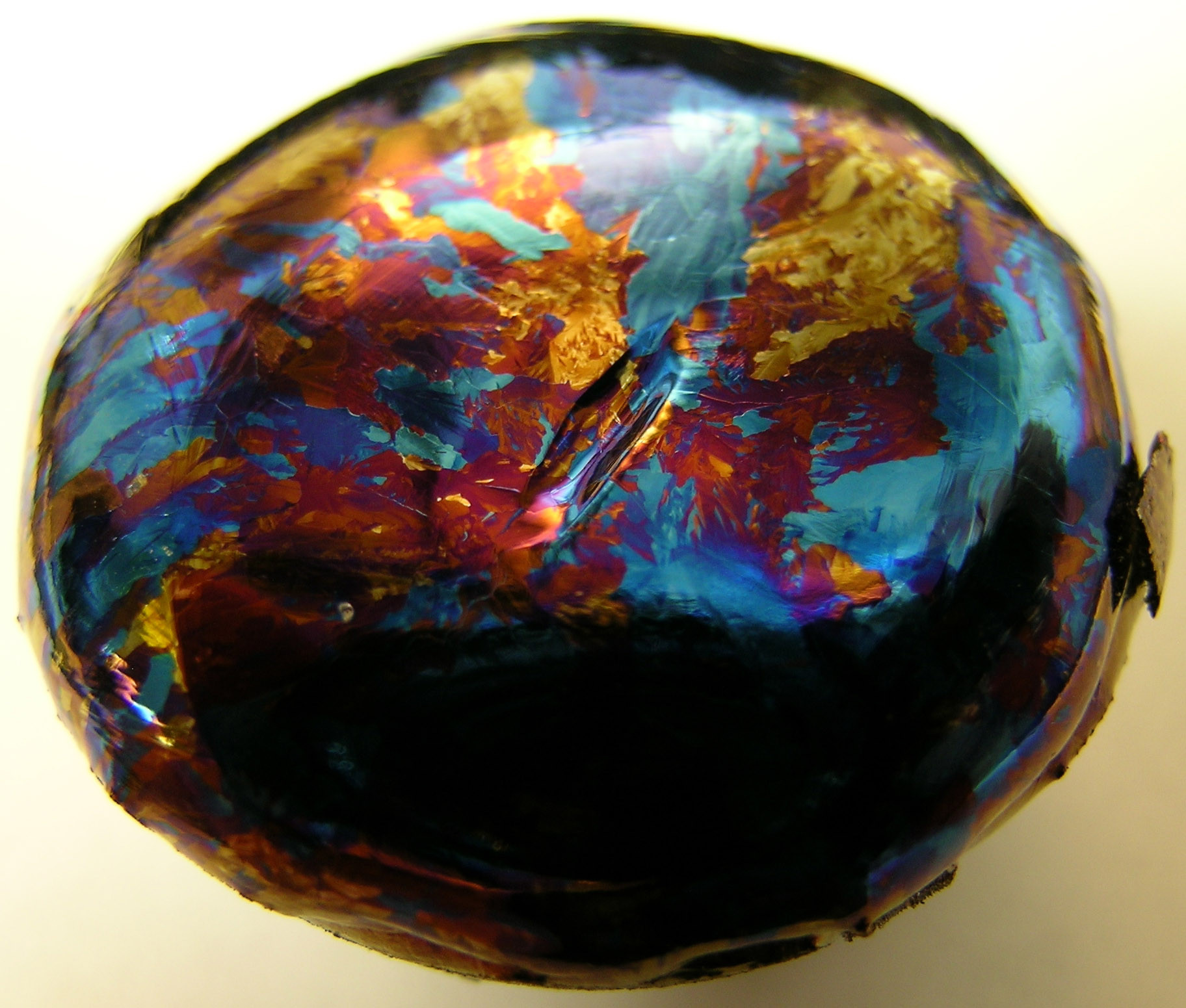
Regenboog-effect (newtonringen) verkregen door een thin film op een hafnium steen.
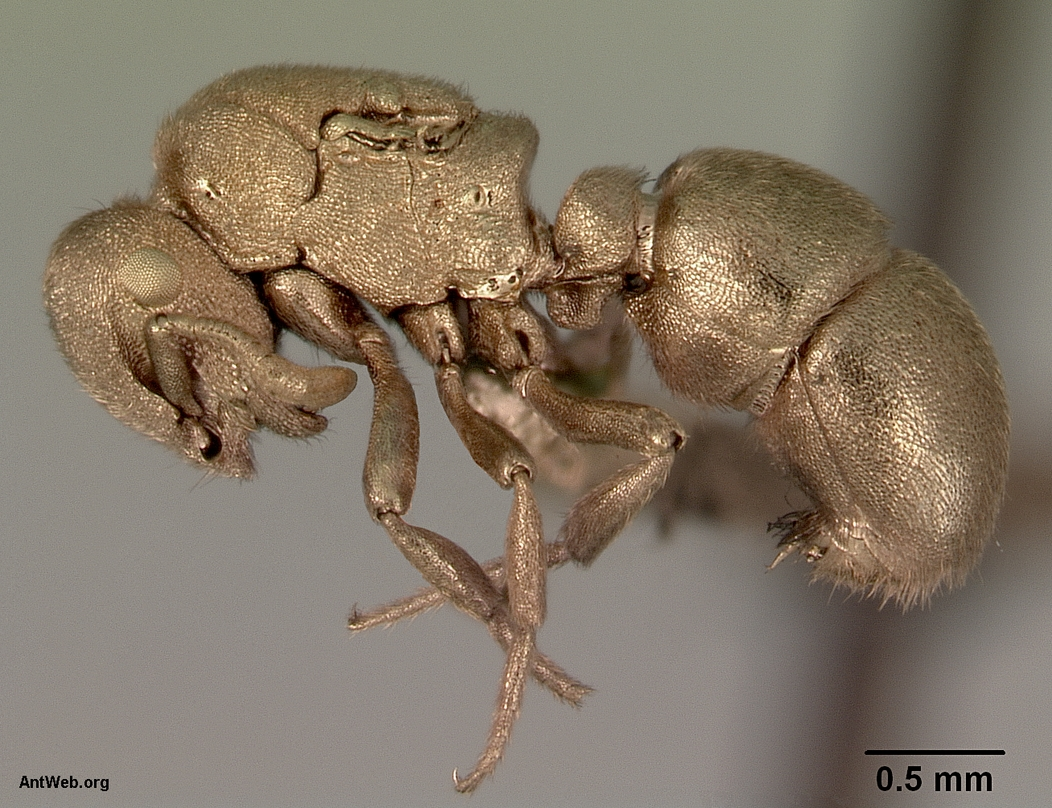
Een vergulde mier (Aulacopone relicta). De mier is bedekt met een laag goud door middel van sputteren, zodat hij kan worden gebruikt als microscopisch preparaat in de SEM.
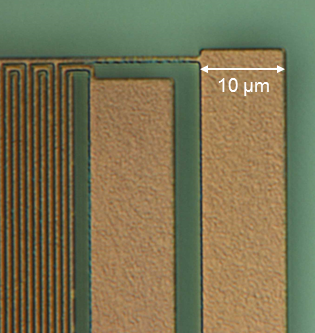
Geïntegreerde schakeling.
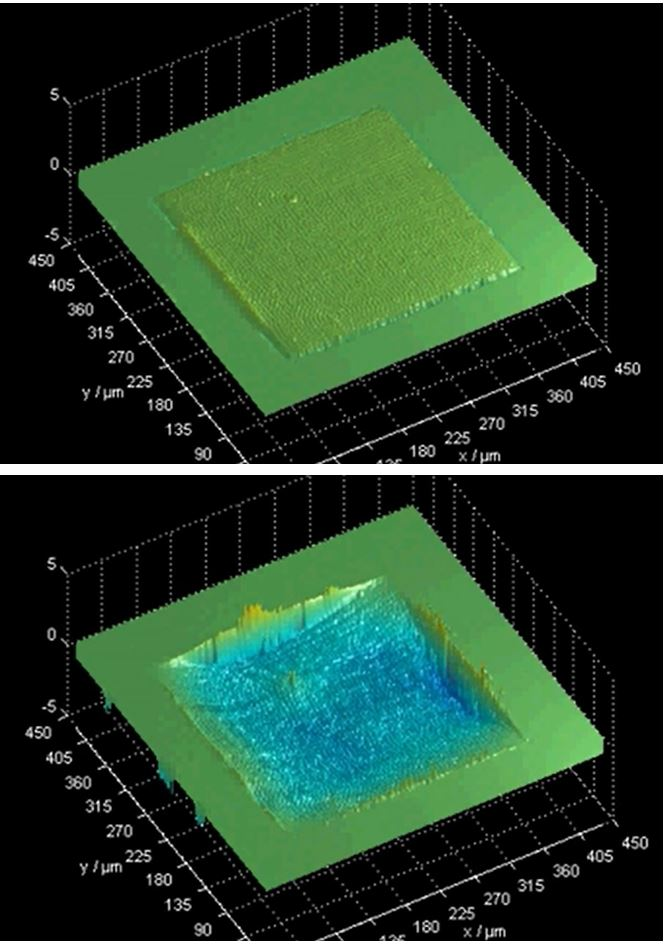
Akoestische resonantie door middel van een thin film.

## Depositie of afzetting

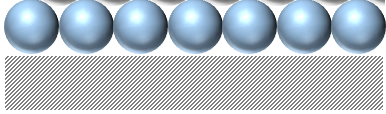
Monolaag bovenop een substraat.

### Depositielagen

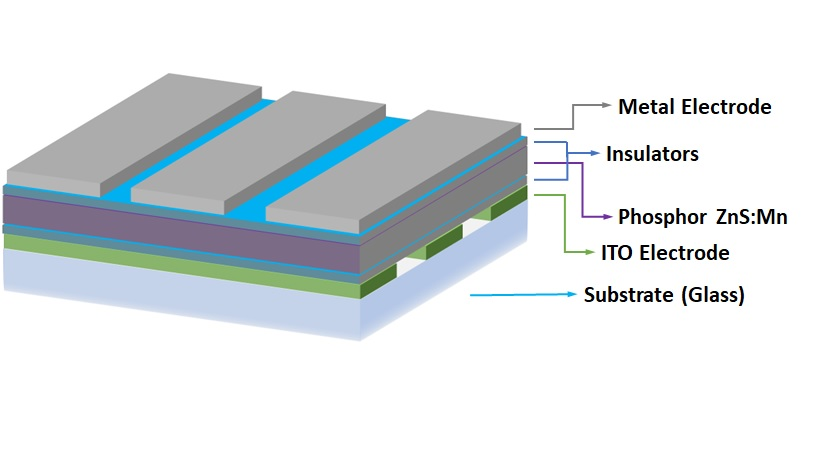
Meerlaagse thin film bovenop een substraat.

De thin films worden verkregen met een productietechniek, die thinfilmdepositie of afzetten wordt genoemd. Hierbij wordt op een oppervlak van een substraat of op eerder afgezette lagen een dunne laag van één of meerdere atomen of moleculen tegelijk afgezet. Er kan dus gekozen worden voor twee vormen van laagafzetting, welke ook de twee vormen van thin films zijn:
- Monolaag: een laag met de dikte van één atoom of molecuul, oftewel een aantal ångström (1 Å = 10−10 m) tot enkele nanometers (1 nm = 10−9 m). Dus een monolaag kan een monoatomaire laag of monomoleculaire laag zijn.
- Multilaag of multilayer: een stapel dunne films, die in lagen op elkaar worden afgezet op een substraat. Dit kan zijn van hetzelfde materiaal in meerdere handelingen of van verschillende materiaalsoorten. Vaak gaat het hier om een totale dikte tot enkele micrometers (1 μm = 10−6 m).

De Langmuir-Blodgett-techniek, atoomlaagdepositie (ALD) en moleculairelaagdepositie (MLD) geven de mogelijkheid een monolaag te produceren door een enkele laag atomen of moleculen tegelijk af te zetten. De meeste depositietechnieken regelen de laagdikte binnen enkele tientallen nanometers.
De uiteindelijke dikte van een thin film is dus 10−10 tot 10−6 m en daarmee niet te observeren met het menselijke oog, welke tot ongeveer 4x10−5 m in dikte kan waarnemen.

### Depositie-technieken
De productietechnieken van de thinfilmdepositie worden opgedeeld in twee brede categorieën, afhankelijk van of het proces voornamelijk chemisch of fysisch is. En er kan worden gesproken over de afzetting van atoomlagen of molecuullagen in beide categorieën, oftewel:
- Atoomlaagdepositie (ALD)
- Moleculairelaagdepositie (MLD)

#### Chemische depositie
Bij chemische deposite ondergaat een fluïdum een faseovergang wanneer het in contact komt met het vaste oppervlak van een substraat of eerder afgezette lagen, waardoor een vaste dunne laag achterblijft.
Een alledaags voorbeeld is de vorming van roet op een koel object, wanneer het in een vlam wordt geplaatst. Omdat de fluïdum het vaste object omringt, vindt afzetting plaats op elk oppervlak met weinig voorkeur voor een specifieke richting; thin films van chemische depositietechnieken zijn eerder conform.
Onder chemische depositie-technieken voor het verkrijgen van thin films vallen:
- Elektrochemische depositie
  - Plateren
  - Galvaniseren
- Sol-gel
  - Spincoating
  - Dompelcoating
- Langmuir-Blodgett-techniek
- Chemical-vapor deposition (CVD)
  - Plasma-enhanced chemical-vapor deposition (PECVD)

#### Fysische depositie
Bij fysische deposite wordt gebruik gemaakt van mechanische, elektromechanische of thermodynamische middelen om een thin film te produceren bovenop een substraat of eerder afgezette lagen, waardoor een vaste dunne laag achterblijft. Een alledaags voorbeeld is de vorming van vorst of rijp op een koel object, wanneer het in een vlam wordt geplaatst.
Aangezien de meeste technische materialen bij elkaar worden gehouden door relatief hoge energieën en chemische reacties niet worden gebruikt om deze energieën op te slaan, hebben commerciële fysische depositiesystemen de neiging om een dampomgeving met lage druk te vereisen (vacuümdepositiekamer) om goed te kunnen functioneren; de meeste kunnen worden geclassificeerd als physical vapor deposition (PVD).

Frank-vandermerwe-groeimodus
(blauw: substraat, rood: filmlaag)

Stranski-krastanow-groeimodus
(blauw: substraat, rood: filmlaag)

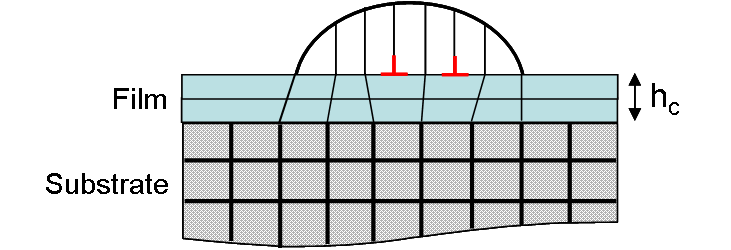
Stranski-krastanow-groeimodus, waarbij duidelijk wordt weergeven dat na de blauwe filmlagen op een kritieke filmdikte er witte eilanden beginnen te groeien.
(grijs: substraat, blauw: filmlaag met laaggroei, wit: filmlaag met eilandgroei)

Volmer-weber-groeimodus
(blauw: substraat, rood: filmlaag)

Thermische spanningen na afkoeling, die zijn ontstaan door de verschillende thermische expansie coëfficiënten, α, van de film (donkergrijs,) en het substraat (lichtgrijs,).

Aangezien deeltjes de neiging hebben een recht pad te volgen, hebben films die met fysische depositietechnieken worden afgezet gewoonlijk een voorkeur voor een specifieke richting; ze zijn directioneel in plaats van conform.
- Physical vapor deposition (PVD)
  - Electron-beam physical vapor deposition
  - Cathodic arc deposition (arc-PVD)
  - Ion beam deposition (IBD)
  - Moleculaire bundelepitaxie (MBE)
  - Chemische bundelepitaxie (CBE)
  - Sputterdepositie
- Sputteren
- Pulsed laser deposition (PLD)[3]
- Elektrohydrodynamische depositie (elektrospraydepositie)

## Epitaxie
Een subset van thinfilmdepositietechnieken en toepassingen is gericht op de zogenaamde epitaxiale groei van materialen, de depositie van kristallijne dunne lagen die groeien volgens de kristallijne structuur van het onderliggende substraat. De term epitaxie komt van de Griekse woorden epi (ἐπί, "boven") en taxis (τάξις, "een geordende manier").
De term homo-epitaxie verwijst naar het specifieke geval waarin een film van hetzelfde materiaal op een kristallijn substraat wordt geproduceerd. Deze technologie wordt bijvoorbeeld gebruikt om een film te produceren die zuiverder is dan het substraat, een lagere dichtheid van kristaldefecten (onzuiverheden) heeft en om lagen met verschillende doteringsniveaus te vervaardigen. Hetero-epitaxy verwijst naar het geval waarin het materiaal van de afgezette film verschilt met die van het substraat.
Technieken die worden gebruikt voor epitaxiale groei van dunne films zijn onder anderen moleculaire bundelepitaxie, chemical-vapor deposition en pulsed-laser deposition.

## Groeimodi
Thin films groeien epitaxiaal onder een van de volgende drie thinfilmgroeimodi, afhankelijk van het substraat, filmmateriaal en de depositietechniek:

### Frank-vandermerwe-groei
Frank-vandermerwe-groei of FM-groei, ook wel bekend als laag-voor-laaggroei. De thin film groeit hier epitaxiaal op een kristaloppervlak of -grensvlak en de groei is meestal beperkt tot homo-epitaxie. In deze groeimodus zijn de interacties tussen film-substraatoppervlak en film-film in evenwicht. Dit type groei vereist een perfecte kristalroosteraanpassing tussen het substraatoppervlak en de laag die erop groeit en wordt daarom beschouwd als een "ideaal" groeimechanisme. Om FM-groei te laten plaatsvinden, moeten de af te zetten atomen meer door het substraat worden aangetrokken dan door elkaar, in tegenstelling tot het laag-plus-eilandgroeimodel. FM-groei is het groeimodel dat de voorkeur heeft voor het produceren van gladde films.
Dit fenomeen werd als eerst beschreven door, en is vernoemd naar, de Britse natuurkundige Frederick Charles Frank en de Zuid-Afrikaanse natuurkundige Jan van der Merwe in diens promotieonderzoek in 1947-1949.

### Stranski-krastanov-groei
Stranski-krastanov-groei of SK-groei, ook wel gezamenlijke-eilandengroei of laag-plus-eilandgroei genoemd. De thin film groeit hier epitaxiaal op een kristaloppervlak of -grensvlak. In deze groeimodus zijn de film-substraatoppervlak-interacties sterker dan de film-film-interacties. Eerst groeien de lagen net als bij FM-groei in gehele lagen over elkaar tot een bepaalde kritieke filmdikte ({\displaystyle h_{c}}) is bereikt. Vanaf deze dikte beginnen de nieuwe lagen zich in aparte eilanden van elkaar te vormen.

### Volmer-weber-groei
Volmer-weber- of geïsoleerde-eilandengroei. In deze groeimodus zijn de film-film-interacties sterker dan de film-substraatoppervlak-interacties, vandaar dat er meteen "geïsoleerde eilanden" worden gevormd die niet met elkaar verbonden zijn.

## Sterkte, spanning en rek
Thin films kunnen biaxiaal worden beladen met interne krachten via spanningen die ontstaan op het grensvlak met het substraat. Epitaxiale thin films kunnen trek- en drukkrachten ondervinden door de incoherentie tussen de kristalroosters van de film en het substraat. Interne thermische spanning komt vaak voor in thin films, die zijn geproduceerd onder verhoogde temperaturen, vanwege de verschillen in thermische-uitzettingscoëfficiënten tussen de materialen van de film en het substraat of de verschillen in dikte bij gelijke materialen. Verschillen in grensvlakenergie en de groei en samensmelting van kristalkorrels dragen allemaal bij aan intrinsieke spanning in thin films.
Deze spanningen kunnen trek- of drukkrachten zijn en breuk of knikken veroorzaken, naast andere vormen van spanningsrelaxatie. In epitaxiale films kunnen aanvankelijk afgezette atoomlagen coherente kristalroostervlakken met het substraat hebben. Na een kritieke filmdikte zullen zich echter dislocaties vormen die leiden tot een verandering van spanningen in de film.